# Lazarevo (Zrenjanin)
Pour l’article homonyme, voir Lazarevo.
Lazarevo (en serbe en écriture cyrillique : Лазарево ; en hongrois : Lázárföld ; en allemand : Lazarfeld) est une localité de Serbie située dans la province autonome de Voïvodine et sur le territoire de la Ville de Zrenjanin, district du Banat central. Au recensement de 2011, elle comptait 2 879 habitants.
Lazarevo est officiellement classé parmi les villages de Serbie.

## Histoire
En 1800, les premiers Allemands arrivèrent dans le domaine de Lazar Janoš, le fils de Lazar Lukač. Martinica pusta fut choisi comme lieu de leur établissement. Après Ečka et Jankov Most, c'était la troisième localité fondée sur le domaine de Lazar Lukač. En son honneur, le village fut nommé Lazarfeld. En 1922, le village devint Lazarevo. Après la Seconde Guerre mondiale, il fut colonisé par des familles de vétérans venus de Bosnie et d'Herzégovine. Ratko Mladić y est arrêté le 26 mai 2011.

## Démographie

### Évolution historique de la population
| 1948  | 1953  | 1961  | 1971  | 1981  | 1991  | 2002  | 2011  |
| ----- | ----- | ----- | ----- | ----- | ----- | ----- | ----- |
| 2 499 | 2 836 | 3 313 | 3 430 | 3 480 | 3 450 | 3 308 | 2 879 |

|  |